# Limenitis phylacides
Limenitis phylacides är en fjärilsart som beskrevs av Hans Fruhstorfer 1915. Limenitis phylacides ingår i släktet Limenitis och familjen praktfjärilar. Inga underarter finns listade i Catalogue of Life.